# Oxxxymiron
Мирон Янович Фьодоров (на руски: Миро́н Я́нович Фёдоров), известен с псевдонима си Oxxxymiron, е руски хип-хоп изпълнител от еврейски произход.
Той е сред най-успешните рапъри в страната, като творчеството му е определяно като „интелектуален хип-хоп“. Първите му два албума „Вечный жид“ (2011) и „Горгород“ (2015) са сред 20-те най-значими албуми в жанра за 2010-те години.

## Биография
Роден е на 31 януари 1985 г. в Ленинград в семейството на физик-теоретик и библиотекарка. Когато е на 9 години семейството се мести в Есен. Там под влияние на лошите отношения със съучениците си започва да прави първите си опити в рапа под псеводнима MC Mif. На 15 се премества в Слау, Великобритания. Впоследствие постъпва в Оксфорд, където завършва специалност „средновековна английска литература“. След дипломирането си сменя множество професии, преди да се завърне към хип-хопа през 2008 г.
От 2013 г. живее в Санкт Петербург. По мотиви от живота му е сниман сериалът Лондонград, а Мирон записва и заглавната песен към него.

## Кариера
Кариерата му започва през 2001 г., когато записва няколко песни, качени в платформата hip-hop.ru. Същата година участва в първия независим рап батъл на сайта, като достига до втория кръг. След това прави творческа пауза в продължение на 7 години.
През 2008 г. се завръща с песента „Лондон против всех“. През това време е забелязан от лейбъла Optik Russia, който се ориентира на руски емигранти. Там остава до 2010 г., като заедно с Schokk гастролират в Украйна. През 2009 г. Фьодоров достига полуфиналите на ежегодния рап батъл на hip-hop.ru.
През лятото на 2010 г. Мирон и Schokk основават лейбъла Vagabund. Следващата година Oxxxymiron издава дебютния си албум „Вечный жид“, който печели награда за албум на годината на сайта hip-hop.ru. Проведено е голямо турне в Постсъветското пространство, но в края на годината Мирон напуска лейбъла след конфликт между Schokk с рапъра Рома Жиган.
В периода 2012 – 2014 г. издава два микстейпа – „miXXXtape I“ и „miXXXtape II: Долгий путь домой“. Освен това участва в рап батълите „Versus“, а неговите участия натрупват милиони гледания.
На 13 ноември 2015 г. издава втория си албум „Горгород“ – 11-те песни са обединени от антиутопична концепция, разказваща за известния писател Марк и неговото развитие на фона на библейски и антични препратки. Албумът печели множество положителни рецензии и в продължение на две години е в челото на руските албуми в iTunes. Текстовете в албума, характеризирани като поема, получават номинация за литературната награда „Александър Пятигорский“.
През август 2017 г. се среща в рап батъл с Гнойнъй, след като последният обвинява Мирон в лицемерие и алчност за слава. Гнойный печели и петте рунда в битката. През октомври същата година Мирон се изправя срещу Dizaster в Лос Анджелис, но тъй като сблъсъкът не е официален, победител не се определя.
През 2021 г. дебютира в игралното кино, като изиграва ролята на вампира Митра във филма Ампир V по едноименния роман на Виктор Пелевин. В края на годината излиза третият му микстейп „miXXXtape III: Смутное время“ с общо 36 композиции, включително 10-минутния сингъл „Кто убил Марка?“.
На 1 декември 2021 г. издава третия си албум „Красота и уродство“. Автор на обложката е Борис Гребенщиков, а в записите участват изпълнители като Делфин, Аигел, Игла и ATL.
През 2022 г. се обявява против нахлуването на руски войски в Украйна и започва инициативата RAW („Russians Against War“), в рамките на която изнася благотворителни концерти в цяла Европа.
В края на 2023 г. издава албума „Семейный альбом“, записан със Слава Лобанов под името на общия им проект „Переучет“.

## Дискография

### Студийни албуми
- 2011 – „Вечный жид“
- 2015 – „Горгород“
- 2021 – „Красота и уродство“

### Микстейпове
- 2012 – „miXXXtape I“
- 2013 – „miXXXtape II: Долгий путь домой“
- 2021 – „miXXXtape III: Смутное время“

### С „Переучет“
- 2013 – „Семейный альбом“